# بوهومیل مدرو
بوهومیل مدرو (انگلیسی: Bohumil Modrý؛ ۲۴ سپتامبر ۱۹۱۶ – ۲۱ ژوئیهٔ ۱۹۶۳) ورزشکار هاکی روی یخ اهل چکسلواکی بود.
وی در مسابقات کشوری و بین‌المللی در مجموع برندهٔ ۲ مدال طلا، ۱ مدال نقره شده‌است.